# Convair XC-99
Convair XC-99, số đuôi không quân 43-52436, là một mẫu thử máy bay chở hàng hạng nặng do Convair chế tạo cho Không quân Hoa Kỳ.

## Tính năng kỹ chiến thuật (XC-99)
Dữ liệu lấy từ General Dynamics Aircraft and their Predecessors
Đặc điểm tổng quát
- Kíp lái: 10
- Sức chứa: 400 lính
- Tải trọng: 100.000 lb (45.000 kg)
- Chiều dài: 182 ft 6 in (55,64 m)
- Sải cánh: 230 ft 0 in (70,12 m)
- Chiều cao: 57 ft 6 in (17,53 m)
- Diện tích cánh: 4.772 ft² (443,5 m²)
- Trọng lượng rỗng: 135.232 lb (61.469 kg)
- Trọng lượng có tải: 265.000 lb (120.455 kg)
- Trọng lượng cất cánh tối đa: 320.000 lb (145.455 kg)
- Động cơ: 6 × Pratt & Whitney R-4360-41 Wasp Major, 3.500 hp (2.611 kW)  mỗi chiếc

 Hiệu suất bay 
- Vận tốc cực đại: 307 mph (267 knot, 494 km/h)
- Tầm bay: 8.100 mi (7.043 hải lý, 13.041 km)
- Trần bay: 30.000 ft (9.150 m)